# Muangthong United
Muangthong United Football Club (taj. สโมสรฟุตบอลเมืองทอง ยูไนเต็ด) – tajlandzki klub piłkarski, mający swoją siedzibę w Pak Kret, w dzielnicy Muang Thong Thani. Klub obecnie gra w Thai Premier League, do której po raz pierwszy awansował w 2009 roku, gdy zwyciężył w Thai Division 1.

## Skład
Aktualny na 25 września
| Nr | Poz. | Piłkarz               |
| -- | ---- | --------------------- |
| 1  | BR   | Weera Koedpudsa       |
| 3  | PO   | Nrntapan Jeansatawong |
| 4  | OB   | Panupong Wongsa       |
| 5  | OB   | Zesh Rehman           |
| 6  | OB   | Krajtaporn Phanrit    |
| 7  | PO   | Datsakorn Thonglao    |
| 9  | NA   | Robbie Fowler         |
| 10 | NA   | Teerasil Dangda       |
| 11 | PO   | Romone Rose           |
| 13 | NA   | Christian Kouakou     |
| 15 | PO   | Ali Diarra            |
| 16 | PO   | Jakkraphan Pornsai    |
| 17 | NA   | Anrn Sangsanri        |

| Nr | Poz. | Piłkarz               |
| -- | ---- | --------------------- |
| 19 | PO   | Pichitphong Choeichiu |
| 21 | PO   | Dagnr Siaka           |
| 22 | PO   | Naruphol Ar-Romsawa   |
| 23 | PO   | Piyapol Bantao        |
| 24 | PO   | Paitoon Tiepma        |
| 25 | BR   | Pirot Eammak          |
| 26 | BR   | Kawin Thamsatchanan   |
| 27 | OB   | Polawat Wangkahart    |
| 28 | OB   | Pairoat Sokhum        |
| 30 | PO   | Adisak Klinkosoom     |
| 35 | OB   | Weerawut Kayem        |
| 36 | PO   | Worakraj Thongkruea   |